# Sa Pista (Artá)
Sa Pista (también conocida popularmente como Velódromo des Canyaveral o de na Carona) fue una instalación de ciclismo en pista al aire libre situada en el municipio español de Artá, en las Islas Baleares, existente entre 1957 y 1964. 
Fue la segunda pista ciclista existente en la localidad, después del Velódromo de Son Taiet (1926-1941).

## Historia
La pista fue inuagurada el 8 de junio de 1957 y fue inicialmente de tierra. En abril de 1959 se alzaron y encimentaron los peraltes.
Desde su inauguración acogió gran actividad. Pero sus años más brillantes transcurrieron entre 1959 y 1961, una vez reformada, cuando llegó a organizar hasta cinco pruebas del Campeonato de España y una del Campeonato de Baleares, entre muchas otras pruebas.
Una fecha especialmente señalada fue el 21 de junio de 1959, cuando el ciclista local Sebastià Sastre Terrasa logró batir el récord nacional de la hora en categoría de aficionados con una marca de 42,442 km. Dicha marca se mantuvo vigente hasta que fue batida por Roberto Palavecino en el Velódromo de El Tiemblo (Ávila) el 1 de noviembre de 1971.
A partir de 1962 su actividad cae en picado hasta desaparecer. En junio de 1964 la pista fue derribada para urbanizar la zona en la que se alzó un nuevo barrio, precisamente conocido como barrio de Sa Pista, y en el que una calle también lleva su nombre.

## Eventos

### Competiciones nacionales
- Campeonato de España de fondo (principiantes): 1959, 1960
- Campeonato de España de velocidad (principiantes): 1960
- Campeonato de España de persecución (principiantes): 1960
- Campeonato de España de puntuación (aficionados): 1960, 1961
- Campeonato de España de fondo (independientes): 1961

### Competiciones regionales
- Campeonato de Baleares de velocidad (aficionados): 1961

### Otras pruebas
- Revancha del Campeonato de España de persecución (aficionados): 1959
- Récord de la hora (aficionados): 1959.